# 刘永辉
刘永辉（英語：Andrew Low，1988年7月12日—），马来西亚词曲创作人、音乐制作人。2007年加入马来西亚海螺担任制作助理，2010年加入海蝶音樂制作部担任音乐制作人，成为当年最年轻音乐制作人之一。2015年离职，现为 Blue Base Production 蓝色基地工作室担任制作人与音乐总监，从事音乐工作超过10年，曾合作过的艺人包括：林俊杰、泳兒、BY2、金莎、林宇中、东于哲、Fuying & Sam、苏盈之等。曾为羅志祥、楊丞琳、TWINS、安心亞、蔡黃汝、林依晨、郭靜等著名歌手创作歌曲。17岁开始发表第一首作品，至今已发表近100首词曲作品。是少有的作词、作曲、编曲、制作皆擅长的音乐人，因此被誉为马来西亚最有潜质音乐制作人。曾获得2012年MACP颁发的最具潜质创作人奖，2015年凭苏盈之《过得去》荣获娱协奖“十大原创歌曲奖（本地组）”，2016年荣获 2016 AIM中文音乐颁奖典礼 - 特别鼓励奖。

## 作品列表

### 2007年
|                                                                                            |  |
| - 郭静 - 《拉警报》 （曲） - 钟盛忠 - 《紫蓝天色》 （曲） - 黄启铭 - 《月光下》 （词、曲） |  |

### 2008年
| | |
| - 薛凯琪 - 《找到天使了》（曲） - 尚雯婕 - 《候鸟》 （曲） - 黄浚源 - 《Say Yes》（词、曲、编、制） - Debbie 林淑晶 - 《爱在不在》 （曲、制） - 2008 Astro新秀5强 - 《独领风骚》 （曲） | - 朱浩仁 - 《我要当个好人》 （词、曲、制） - 棒棒堂+黑Girl - 《Dear Baby》 （词、曲） - 谢文雅 - 《太多》 （曲） - 林依晨 - 《面包的滋味》 （曲） - 2008 娱协奖主题曲 - 《STAR》（编） |

### 2009年
| | |
| - 陈势安 - 《沿着月光》 （词、曲、编） - 东于哲 - 《厚脸皮》 （词、曲、编、制） - 东于哲 - 《你看不到》 （编） - 东于哲 - 《等待》 （编、制） - 黄雅莉 - 《懵懂》 （曲） | - CHIN - 《逆风》（词） - AK - 《宅急变》 （曲、编） - CHIN - 《爱我爱我》（曲、编、制） - 解昕怡 - 《你的心我的爱》 （曲） - 泳儿 - 《私人珍藏》 （制） |

### 2010年
| | |
| - 郭纹霓 - 《Bad Girl》 （曲、编） - 郭静 - 《离开你的爱》 （曲） - 罗志祥 - 《怕安静》 （曲） - 罗志祥 - 《陪你到最后》（曲） | - 东于哲 - 《躲猫猫》 （词、曲、编、制） - 曾淑仪 - 《浮生一梦》 （曲、编、制） - 金莎 - 《最近好吗》 （编、制） - 东于哲 - 《我的我的》 （编） |

### 2011年
| | |
| - 纪文惠 - 《怎么啦》 （词曲） - TWINS - 《他不适合你》 （曲） - 杨丞琳 - 《结痂》 （曲） - BY2 - 《不是故意》 （曲、编、制） - BY2 - 《看不見》 （曲） - BY2 - 《白兔儿乖乖》 （曲） | - 群星 - 《飞向明天》（曼谷水灾赈灾歌曲）（曲、编、制） - 群星 - 《微笑到最后》（曼谷水灾赈灾歌曲）（编、制） - 张婧 - 《不是一个人》 （编、制） |

### 2012年
| | |
| - 张超+黄雅莉 - 《心跳的感觉》（曲） - 胡夏 - 《准备好要爱》（曲） - 李俊洁+符琼音 - 《寂寞出口》（曲、编、制） - 李俊洁 - 《最佳男朋友》（曲、编、制） - 洪卓立 - 《哑巴》（曲） - BY2 - 《触动心触动爱》（曲） | - 安心亚 - 《唯舞》（曲） - 洪卓立 - 《找个懂我的女孩》（曲） - 陈伟霆 - 《一加零》（曲） - BY2 - 《爱情闯进门》（词、曲） - 苏盈之 - 《过得去》（词、曲） - 宥胜 - 《笨蛋》（词、曲） |

### 2013年
| | |
| - 戚薇 - 《爱情自有天意》（词、曲、制） - PopTeen - 《Hello丘比特》（曲、编、制） - Fuying & Sam - 《逆光》（曲、编、制） - 陈泽耀（阿哲）-《月光下》（词、曲、制） - 惟毅 - 《顺时针》（词、曲） - 钟瑾桦 - 《狂欢Never Stop》（词、曲） - BY2 - 《傻呆呆》（词、曲、制） - 林欣彤 - 《我是歌手》（曲） | - 东于哲 - 《童话》（曲） - 东于哲 - 《取暖》（制） - PopTeen - 《好姐妹》（词、曲、编、制） - 叶俊亨 - 《化浓浓的妆》（词、曲、编） - 叶俊亨+周周 - 《我的小气鬼》（词、曲） - Fuying & Sam - 《Like 我一下》（曲、编、制） - 周周 - 《勇敢撑着》（制） - 娄艺潇 - 《小小世界》（制） - 陈赫 - 《会哭的礼物》（制） |

### 2014年
| | |
| - 薛炳进 - 《时间有限》（词、曲、编、制） - 薛炳进 - 《给妈妈的歌》（编、制） - 薛炳进 - 《没有空》（编、制） - 薛炳进+Kopi 林国伟 - 《我以为我可以》（词、曲、编、制） - 薛炳进 - 《跨越》（编、制） - 蔡黄汝- 《安全感》（曲） - 钟瑾桦 - 《满分》（词、曲、编、制） | - 车子（车志立） - 《还是会想你》（词、曲） - Fuying & Sam - 《可不可以你也刚好喜欢我》（曲、编、制） - 苏盈之 - 《找麻烦》（曲、制） - 苏盈之 - 《起风》（制） - Fuying & Sam - 《想为你做的事》（曲、制） - Dream Girls - 《由妳开始的幸福》（曲） - 东于哲 - 《WOW》（编、制） |

### 2015年
| | |
| - 谢承伟/林国伟/森竣 - 《才不怕》（词、曲、编、制） - 薛炳进 - 《我听见了你》（词、曲、编、制） - PopTeen - 《为你加油》（词、曲、编、制） | - Fuying & Sam - 《爱一个人不一定要在一起》（曲、编、制） - Makiyo 川岛茉树代 - 《女神驾到》（曲） |

### 2016年
| |                                                                                   |
| - 冬夏雨晴 - 《听昨夜星光》（编、制） - 王博文 - 《星空下的秘密》（曲、编、制） - 薛炳进 - 《关键人物》（词、曲、编、制） - 薛炳进 - 《金牛座女孩》（编、制） | - 薛炳进 - 《像情人的朋友》（词、曲、编、制） - 薛炳进 - 《路人甲》（曲、编、制） |

### 2017年
| | |
| - 冬夏雨晴 - 《再见不是陌生人》（编、制） - 张智成 - 《每次都忘记》（曲） - 蜜蜂少女队 - 《说好的秘密》（曲） - Muse Girls - 《勇气》（曲） - Astro 星Z大战主题曲 - 《快闪龙卷风》（编、制） | - 冬夏雨晴 - 《逆光》（编、制） - Fuying & Sam - 《You are by my side》(Rap词、编、制) - Fuying & Sam - 《第一缕晨光》（编、制） - Fuying & Sam - 《月光下》（制） - 黄若熙 - 《疯了》（曲、编、制） - 薛炳进 - 《有我在身边》（编、制） |

### 2018年
| |                                                                               |
| - Fuying & Sam - 《1234567》（编、制） - 赵洁莹 - 《怕什么》（曲、编、制） - Fuying & Sam - 《品尝幸福》（制） - 刘界辉 - 《平凡的爱》（编、制） - Fuying & Sam - 《日寸小偷》（词、曲、编、制） | - Alycia - 《嘴》（词、曲、编、制） - 陈珂冰 - 《我想你想到睡不着》（词、曲） |

### 2019年
|                                                                  |  |
| - 郭晓东 feat. Chrystina、Lissa - 《我是学霸》（词、曲、编、制） |  |

## 电视剧配乐 / 原声带
| 年份 | 电视剧               | 播放地区             |
| ---- | -------------------- | -------------------- |
| 2009 | 《逆风18》           | 马来西亚、台湾、泰国 |
| 2009 | 《高校铁金刚》       | 马来西亚、台湾       |
| 2011 | 《我和我的兄弟。恩》 | 马来西亚、台湾       |
| 2012 | 《寂寞同盟》         | 马来西亚             |
| 2013 | 《爱情自有天意》     | 中国                 |
| 2013 | 《逆光青春》         | 台湾                 |
| 2017 | 《逆光成长》         | 马来西亚             |

## 电影配乐
| 年份 | 电影       | 播放地区       |
| ---- | ---------- | -------------- |
| 2014 | 《同学会》 | 马来西亚、台湾 |

## 广告音乐
| 年份 | 品牌              | 广告类型                           | 播放平台   | 负责项目             |
| ---- | ----------------- | ---------------------------------- | ---------- | -------------------- |
| 2013 | 亞發白咖啡        | 中秋节动画广告歌曲                 | 网络       | 作曲、编曲、音乐制作 |
| 2015 | 亞發白咖啡        | 中秋节动画广告歌曲《中秋Huat童年》 | 网络       | 作曲、编曲、音乐制作 |
| 2015 | New Moon 人月牌   | 新年动画广告《团圆》               | 网络       | 作曲、编曲、音乐制作 |
| 2015 | 亞發白咖啡        | 亞發贺岁动画广告《恭喜Huat财》     | 网络       | 作曲、编曲、音乐制作 |
| 2016 | 亞發白咖啡        | 中秋节动画广告                     | 网络、电视 | 配乐、音效制作       |
| 2017 | 永香肉干          | 永香肉问 - 网络互动广告            | 网络       | 配乐、音效制作       |
| 2017 | London Choco Roll | 农历新年广告歌曲                   | 网络、电视 | 编曲、音效、音乐制作 |
| 2017 | 有间面馆          | 电台广告歌                         | Melody FM  | 作曲、编曲、音乐制作 |
| 2017 | 有间面馆          | 网络 60s 广告歌全曲                | 网络       | 作曲、编曲、音乐制作 |
| 2017 | 斧表驱风油        | 动画版电视广告                     | 电视       | 配乐、音效制作       |
| 2017 | 亞發白咖啡        | 中秋节动画广告歌曲《幸福礼屋》     | 网络       | 作曲、编曲、音乐制作 |
| 2017 | 亞發 Coco         | Ah Huat Coco Wonderland 惊险之旅!  | 网络、电视 | 配乐、音效制作       |
| 2018 | 亞發白咖啡        | 新年动画广告《Huat 运旺旺来》      | 网络、电视 | 编曲、音乐制作       |
| 2018 | Smart Paint       | 开斋节动画广告                     | 网络       | 配乐、音效制作       |

## 奖项
| 年份 | 颁奖典礼                                       | 奖项                     | 作品                       | 演唱歌手      | 结果 |
| ---- | ---------------------------------------------- | ------------------------ | -------------------------- | ------------- | ---- |
| 2010 | 第1届MY Astro 至尊流行榜颁奖典礼               | 至尊大马电视原创歌曲     | 《厚脸皮》                 | 东于哲        | 获奖 |
| 2011 | Red Box 最高点播率K歌20强                      | 20强金曲                 | 《躲猫猫》                 | 东于哲        | 获奖 |
| 2011 | 第一届全球流行音乐金榜                         | 马来西亚MY FM点播冠军    | 《躲猫猫》                 | 东于哲        | 获奖 |
| 2012 | 马来西亚娱协奖颁奖典礼                         | 最佳电视/电影歌曲奖      | 《寂寞出口》               | 李俊洁+符琼音 | 入围 |
| 2012 | 第17届亚洲电视大奖                             | 最佳电视剧主题曲         | 《寂寞出口》               | 李俊洁+符琼音 | 入围 |
| 2012 | 2012年大马音乐创作人版权保护协会（MACP）颁奖礼 | 最具潜能创作人奖         | -                          | -             | 获奖 |
| 2015 | 第五届全球流行音乐金榜                         | 下半年二十大金曲         | 《可不可以你也刚好喜欢我》 | Fuying & Sam  | 获奖 |
| 2015 | 马来西亚娱协奖颁奖典礼                         | 10大原创歌曲奖（本地组） | 《过得去》                 | 苏盈之        | 获奖 |
| 2016 | 2016 AIM中文音乐颁奖典礼                       | 特别鼓励奖               | -                          | -             | 获奖 |